# 泰鲁阿讷
泰鲁阿讷（法語：Thérouanne，法語發音：[teʁwan]），法国北部市镇，位于上法兰西大区加来海峡省，隶属于圣奥梅尔区，其市镇面积为8.37平方公里，2022年1月1日时人口数量为1,128人，在法国城市中排名第9,185位。
泰鲁阿讷位于加来海峡省西北部，利斯河畔，历史上为阿图瓦西部地区的经济文化中心，1553年被查理五世烧毁。现为一个公路枢纽，多条公路在此交汇。

## 地名来源

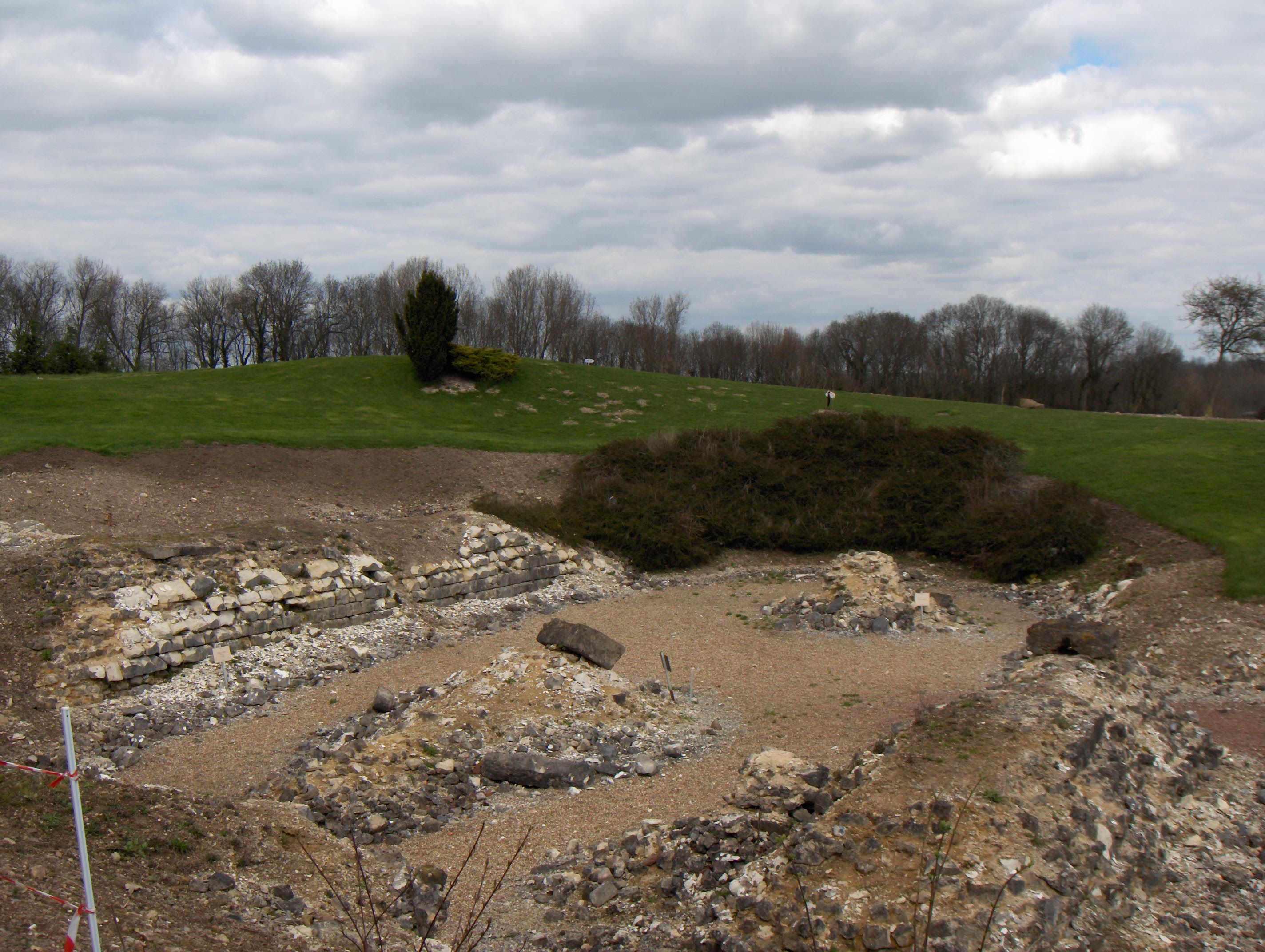
泰鲁阿讷修道院考古发掘现场

“泰鲁阿讷”一名为该地罗马时期的奥皮杜姆“塔鲁恩纳”的变体，其名称来源尚有待考证。

## 历史
泰鲁阿讷历史悠久，古典时期已形成聚落，罗马人入侵后在此修建塔鲁恩纳，成为这一区域的商业中心，西罗马帝国破灭后，塔鲁恩纳逐渐衰落。中世纪初，泰鲁阿讷多次遭遇海盗入侵。英法百年战争期间，法兰西军队与勃艮第叛军曾在此多次发生争斗。1553年，查理五世率军占领泰鲁阿讷，清剿此处的法兰西王国士兵，并彻底烧毁了这座城市。此后，阿图瓦的行政中心逐渐转移至内陆。法国大革命后，泰鲁阿讷成为加来海峡省的一个市镇。1822年，尼耶勒莱泰鲁阿讷整体与泰鲁阿讷合并。工业革命期间，一条地方铁路曾由泰鲁阿讷经过，后被废弃。

## 地理

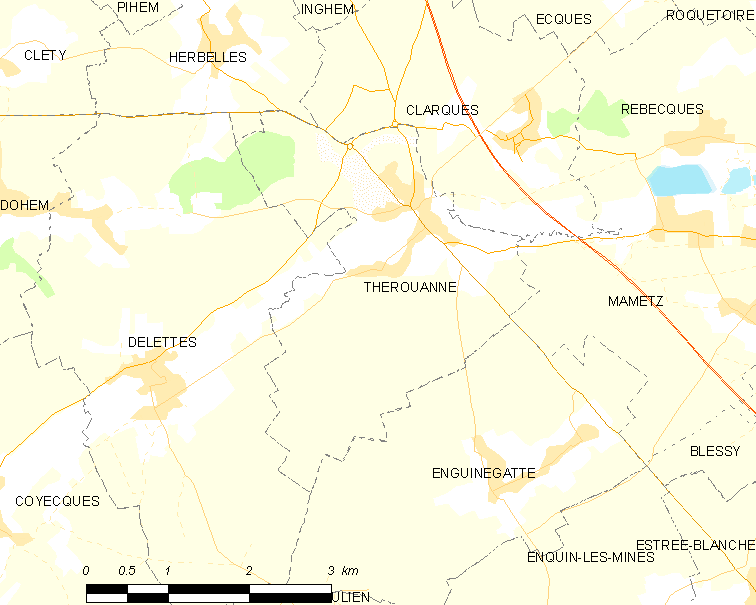
泰鲁阿讷市镇范围地图

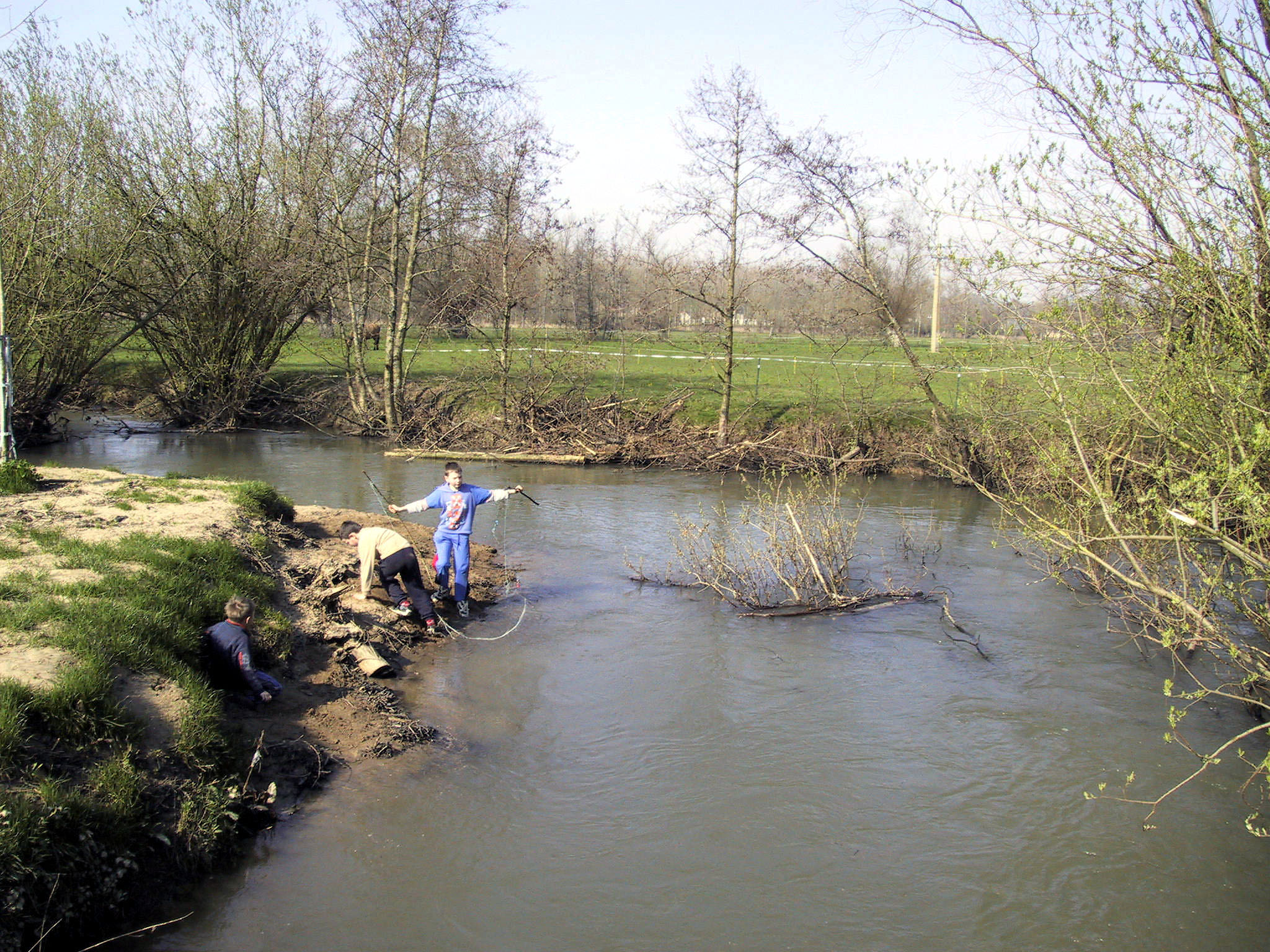
利斯河泰鲁阿讷段

泰鲁阿讷位于法国北部，上法兰西大区西北部和加来海峡省西北部，距离省会阿拉斯大约64公里。与泰鲁阿讷接壤的市镇包括：德莱特、马梅、贝兰盖姆、昂坎莱吉讷加特、圣奥古斯坦。

### 地形
泰鲁阿讷位于法国北部低地平原腹地，境内以平原及浅丘为主，市镇中心地势较为平坦，全境海拔在31到116米之间。

### 水文
利斯河自西南向东北流经境内，该河在泰鲁阿讷市区附近呈辫状水系，有多条支流。

### 植被
泰鲁阿讷属于温带阔叶混交林区，林地主要分布于河流附近。
在鲜花城市的评比中，泰鲁阿讷暂未被评级。

### 气候
泰鲁阿讷在柯本气候分类法中属于温带海洋性气候。

## 行政区划
泰鲁阿讷是法国上法兰西大区加来海峡省的一个市镇，编号为62811。泰鲁阿讷下辖圣奥梅尔区、加来海峡省第八选区以及弗吕日县，同时也是圣奥梅尔地区城市圈公共社区的办公驻地。
法国国家统计与经济研究所（简称）在进行数据统计时，将包括泰鲁阿讷在内的周边共51个市镇划为圣奥梅尔城市区。自2020年起，圣奥梅尔城市区被包含79个市镇的圣奥梅尔城市辐射区代替。此外，还将泰鲁阿讷市镇整体看作一个“块区”（IRIS）。

## 交通

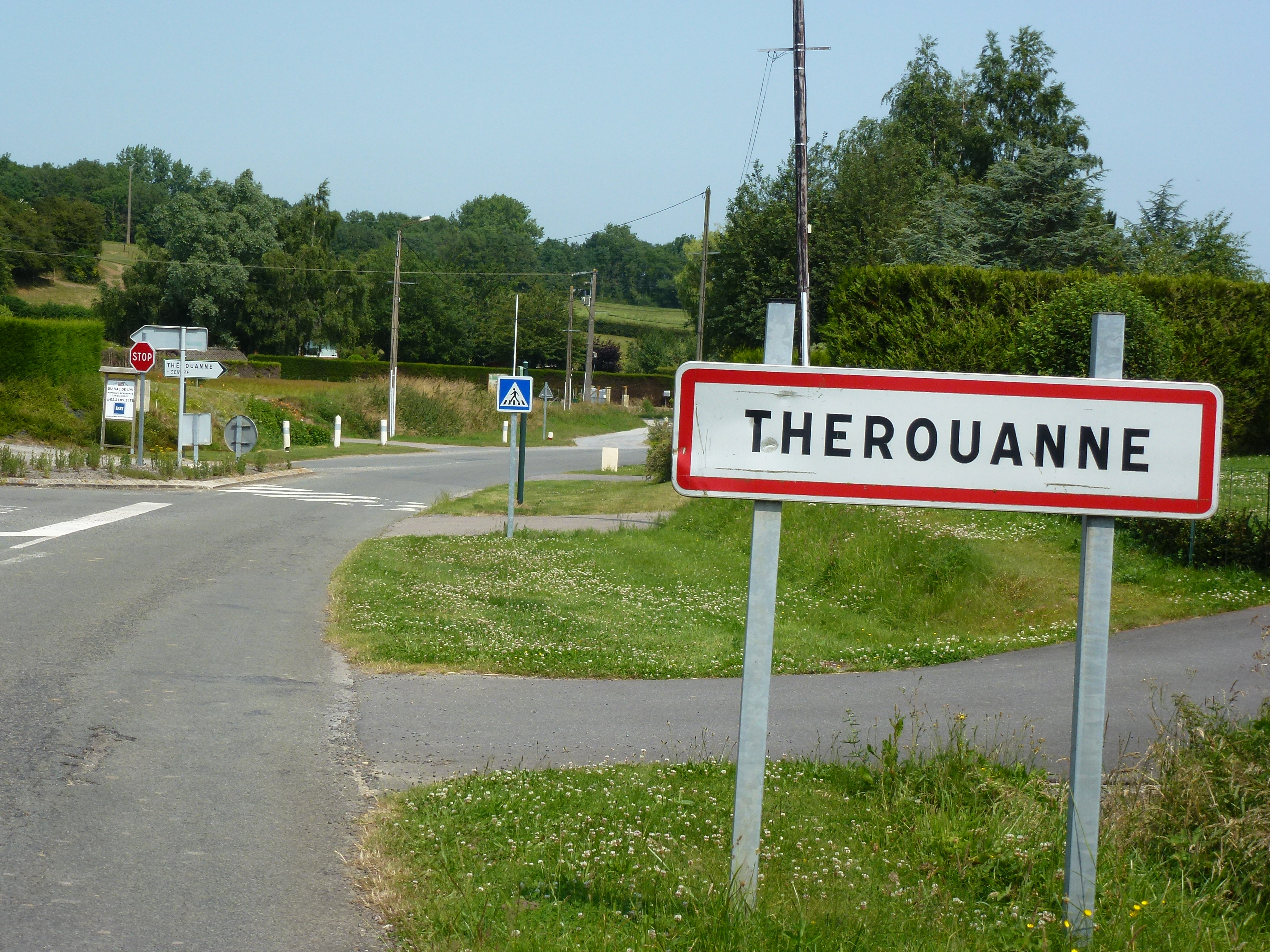
泰鲁阿讷入城路牌

### 公路
A26高速公路的4号出入口距离泰鲁阿讷镇中心大约5公里，另有多条加来海峡省省道在泰鲁阿讷境内交汇，上法兰西大区下属的城际客运提供巴士线路，可前往周边部分市镇。
2017年，83.3%的泰鲁阿讷家庭拥有至少一辆私人汽车。2018年，泰鲁阿讷境内共发生各类交通事故2起，造成3人受伤。

### 铁路
距离泰鲁阿讷最近的客运车站为位于里尔－莱丰蒂内特铁路上的圣奥梅尔站，该站每天停靠往返于里尔和加来一线的区域列车。

### 航空
距离泰鲁阿讷最近的民用航空站为里尔机场，距离泰鲁阿讷市中心的公路里程约76公里。

### 城市公共交通
截至2021年8月，泰鲁阿讷暂无城市公共交通系统。

## 政治

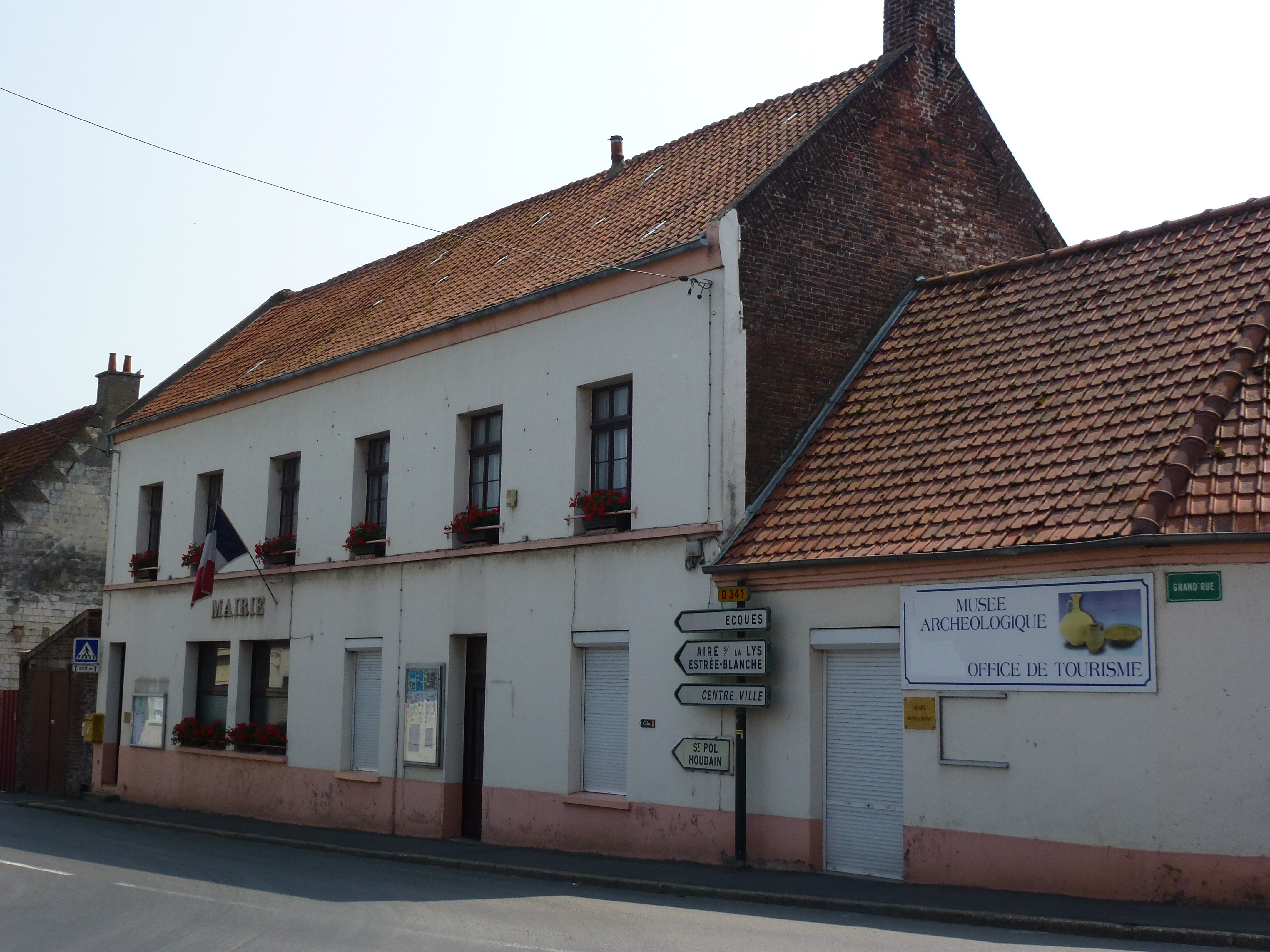
泰鲁阿讷市政厅

泰鲁阿讷的现任市长为阿兰·舍瓦利耶先生（Alain Chevalier），他是一名左翼无党派人士，在2020年的市政选举中获得了100%的支持率（无其他候选人）。
在2017年的法国总统大选中，法国第25任总统埃马纽埃尔·马克龙在泰鲁阿讷获得了50.15%的支持率。

## 人口
2018年，泰鲁阿讷市镇人口数量为1,095，在法国排名第9,185位。其中男性535人，女性580人，75岁及以上人口占9.1%，外籍人口数量为181人，人口密度为131人/平方公里，当地居民被称为（男性）或（女性）。2019年，泰鲁阿讷境内出生13人，死亡人口8人。
| 年份   | 1936 | 1946 | 1954 | 1962 | 1968 | 1975 | 1982 | 1990 | 1999  | 2006  | 2007  | 2008  | 2013  | 2018  |
| ------ | ---- | ---- | ---- | ---- | ---- | ---- | ---- | ---- | ----- | ----- | ----- | ----- | ----- | ----- |
| 人口數 | 816  | 874  | 872  | 868  | 877  | 886  | 943  | 971  | 1,045 | 1,053 | 1,054 | 1,055 | 1,120 | 1,095 |

## 经济
截止2021年8月，泰鲁阿讷共有各类用人单位170家，平均历史为21年，均为中小型企业（PME）。（农具销售）、（汽车销售）及（肉制品销售）是当地2019年营业额最高的三个企业，分别为22,570,842欧元、2,684,202欧元和272,686欧元。

## 财政收入
2019年，泰鲁阿讷的财政收入总额为760,440欧元，财政支出总额为740,440欧元，当年的债务总额为595,060欧元。2020年，泰鲁阿讷共获得111,038欧元的国家财政补助，比上一年减少了0.14%。
2019年，泰鲁阿讷的家庭平均月收入总额为2,116欧元，低于法国平均水平（2,318欧元）。
2017年，泰鲁阿讷境内的青壮年（15至64岁）失业率为11.6%，当地45.3%的家庭拥有纳税资格，平均纳税2,941欧元，低于法国平均水平（3,888欧元）。

## 社会事务

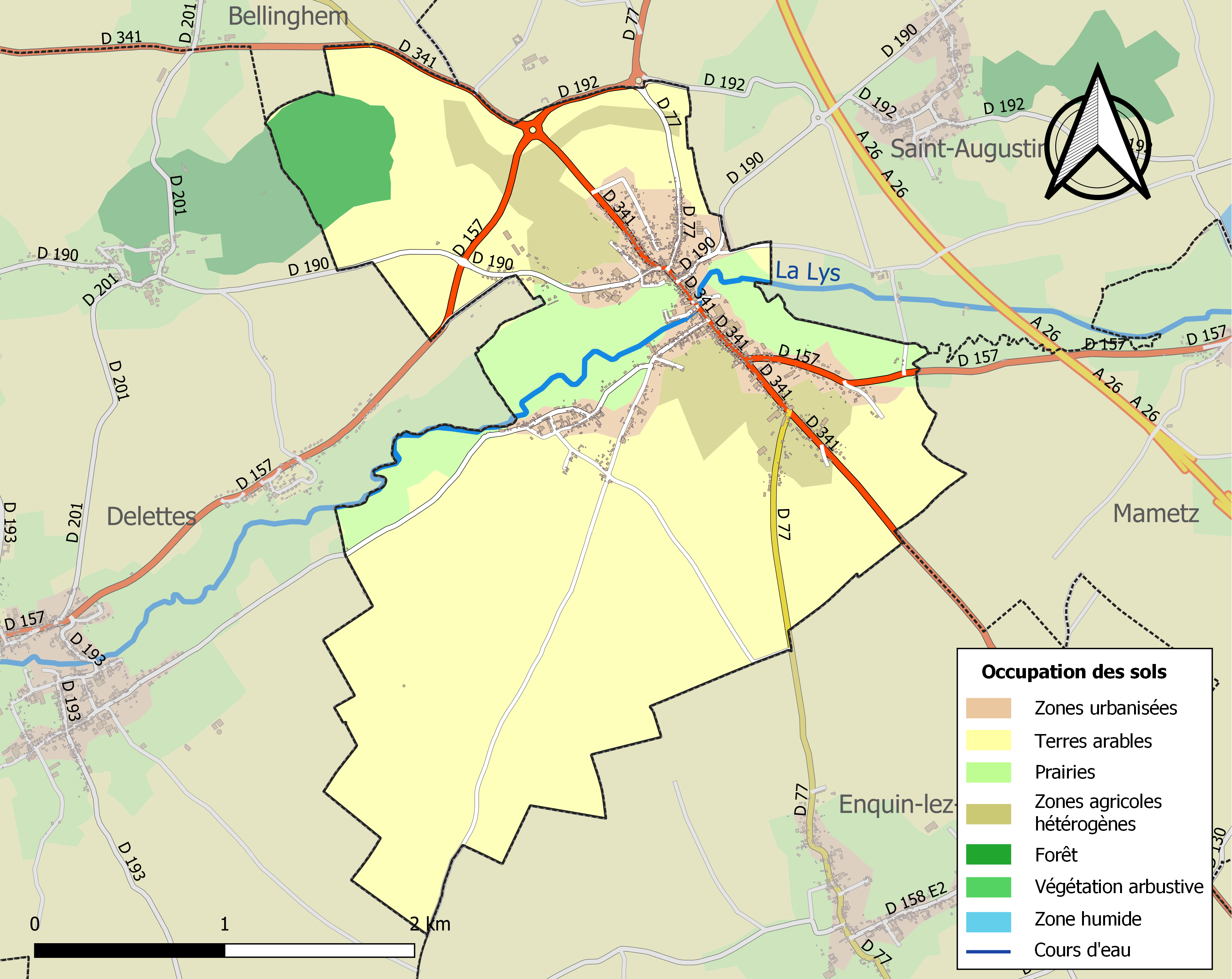
泰鲁阿讷土地利用情况地图

### 教育
泰鲁阿讷属于里尔学区。截止2019年1月1日，泰鲁阿讷境内共有1所小学和1所初级中学。2018至2019学年度，泰鲁阿讷境内共有在校中等教育阶段学生553名。

### 医疗
截止2019年1月1日，泰鲁阿讷境内共有全科医生5名、保健师4名以及护士4名。境内共有药房1家。
距离泰鲁阿讷最近的区域性医疗机构为“圣奥梅尔区域中心医院”（Centre Hospitalier de la Région de Saint-Omer），其主病区位于圣奥梅尔市区，设有床位417个，是当地规模最大的公立综合性医院。

### 住房
2017年，泰鲁阿讷境内共有各类住房534套，其中91.4%为独立式居民区，8.2%为集中式居民区。常住房屋占泰鲁阿讷市镇范围内居民建筑总量的89.9%。
在住房保障政策方面，2017年，泰鲁阿讷境内共有62户家庭获得了住房经济补助，受益人数占总人口数量的5.6%，其中56份为房租补助。

### 商业
2019年，泰鲁阿讷境内共有各类实体商铺33家，其中餐厅1家、大型超市1家、杂货店1家、面包房3家、肉铺2家、装饰品店1家、银行门店3家、美容美发店5家、汽车维修店4家。市区X部建有大型开放式商业街区。

### 体育
2019年，泰鲁阿讷境内共有1间体育馆以及1处足球或橄榄球场。
截至2021年8月，泰鲁阿讷体育俱乐部（U.S. Thérouannaise）是当地唯一的注册足球队，2021至2022赛季参加上法兰西大区足球联赛。

### 环境
泰鲁阿讷的环境事务由其所属的公共社区负责。2019年，泰鲁阿讷境内共有1家污染企业。

### 治安
2014年，泰鲁阿讷及附近地区共发生各类案件2,484起，其中盗窃类案件1,223起，经济类案件268起，毒品交易类案件194起。

## 文化
2019年，泰鲁阿讷境内暂无任何文化设施。泰鲁阿讷市政府提供多媒体中心，向公众全年开放。

### 建筑

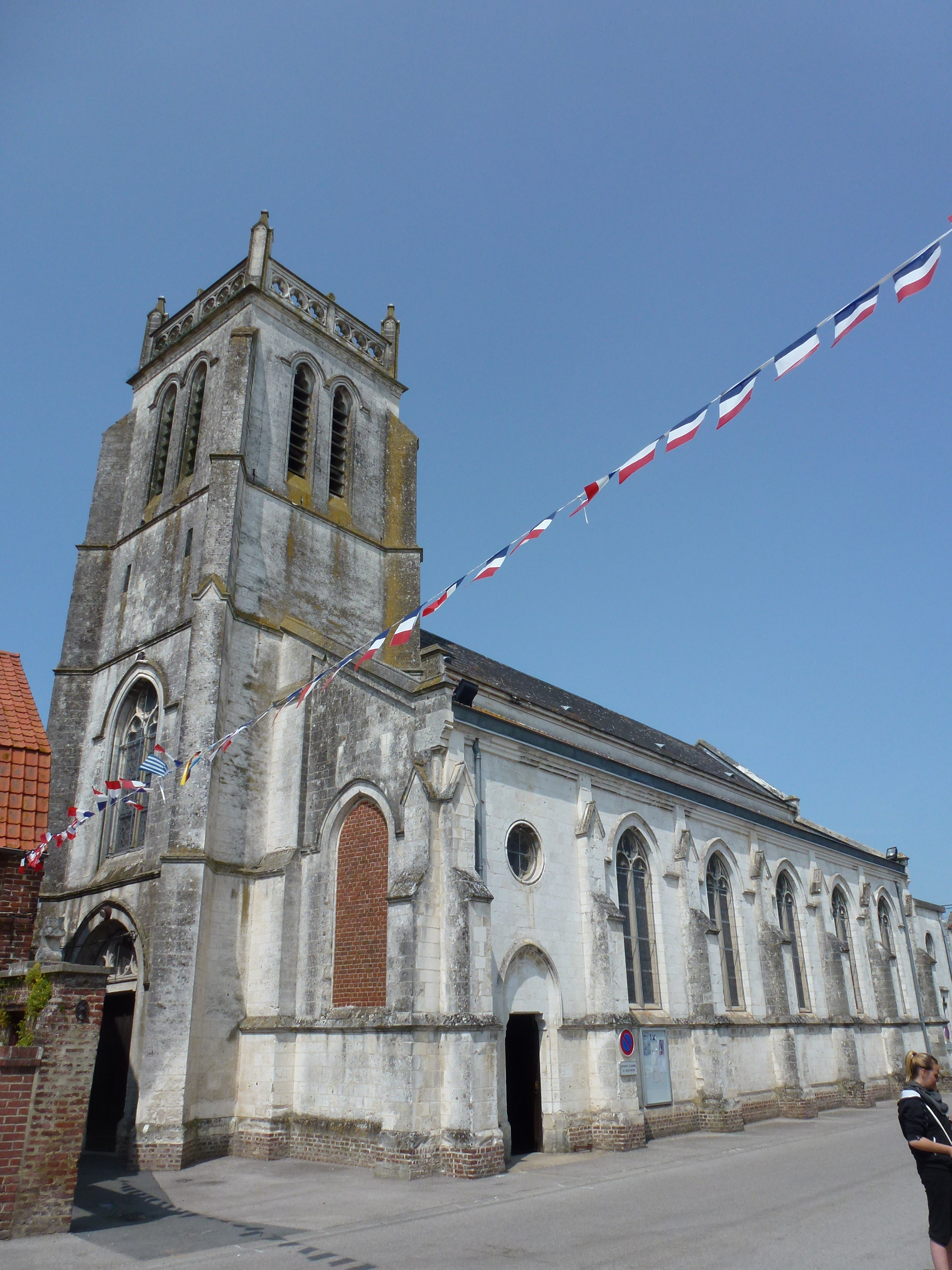
泰鲁阿讷圣马丁教堂

泰鲁阿讷境内有多处法国国家文物保护单位，其中圣马丁教堂是当地的代表性建筑物。

### 旅游
泰鲁阿讷的旅游事务由其所属的公共社区负责。2020年，泰鲁阿讷境内暂无任何游客接待设施。

### 媒体
法国主要的媒体均可在泰鲁阿讷接收，法国电视三台下属的上法兰西大区频道在部分时段播出泰鲁阿讷所属区域的地方新闻。

## 友好城市
截至2021年8月，泰鲁阿讷暂未建立任何友好城市关系。